# Sowia Góra (powiat koniński)
Sowia Góra – osada leśna w Polsce położona w województwie wielkopolskim, w powiecie konińskim, w gminie Kazimierz Biskupi.